# Irtjaš
Irtjaš (rusky Иртяш nebo Иртяж) je sladkovodní jezero na severu Čeljabinské oblasti v Rusku poblíž města Kasli. Má rozlohu 53,5 km². Je hluboké asi 16 m.

## Vodní režim
Do jezera ústí mnoho mělkých řek. Odtéká řeka Teča (též nazývaná Teca), pravý přítok Iseti (povodí Irtyše).

## Využití
V jezeře je mnoho ryb (štiky, okouni, cejni). Aklimatizovali se zde marény a kapři.